# Polypterus bichir
Polypterus bichir, el bichir del Nilo, es un pez que vive en el Nilo y algunos de sus afluentes en África. Es de color grisáceo oscuro en la parte superior, con una marca vertical oscura y bandas en el flanco. Esta marca es más prominente en los juveniles y se desvanece a medida que el pez crece.
Se trata de un pez perteneciente al género Polypterus de actinopterigios primitivos con pulmones.